# Ataque de la sinagoga Tiféret Israel
El ataque de la sinagoga Tiféret Israel fue la irrupción en la sinagoga, la más antigua de Caracas, la noche del 31 de enero de 2009, durante el shabbat. El ataque ocurrió durante conflicto de la Franja de Gaza de 2008-2009, después de que Venezuela rompiera relaciones diplomáticas con Israel y de que Israel expulsara a funcionarios venezolanos de Israel.

## Antecedentes
Tras una serie de condenas públicas del presidente Hugo Chávez contra el ataque israelí sobre franja palestina de Gaza, Venezuela rompió relaciones con Israel , expulsando al embajador israelí en Caracas. En la semana del ataque, Israel expulsó a los dos representantes de Venezuela en el país y en Palestina. El 21 y 22 de enero un grupo motorizados pintaron el muro exterior de la sinagoga con temas relacionadas al ataque en Gaza por el ejército israelí.

## Ataque
La noche del 31 de enero, un grupo de 15 personas fuertemente armado sometió y amordazó a dos vigilantes de la sinagoga, permaneciendo por al menos cinco horas, destrozando objetos del judaísmo y pintando las paredes con grafitis antisemitas y antisionistas, pidiendo la expulsión de los judíos del país. Elías Farache y David Bittan, presidente y vicepresidente de la Asociación Israelita en Venezuela, respectivamente, declararon que los individuos «tomaron y lanzaron al piso los rollos sagrados de la Torá y otros objetos del culto». Los agresores también destruyeron el sistema de vigilancia por video de la sinagoga y se llevaron las cintas que podrían haber grabado el ataque.
Siete agentes de policía y cuatro civiles fueron arrestados en conexión con el ataque, incluyendo a cinco policías metropolitanos, una detective del Cuerpo de Investigaciones Científicas, Penales y Criminalísticas (CICPC) y un funcionario de la Policía de Caracas. Según el Ministerio Público, al menos uno de los civiles arrestados trabajaba como guardia de seguridad de la sinagoga. Los daños fueron reparados, y las investigaciones determinaron que se trató de un robo por el que fue condenada a prisión la funcionaria del CICPC. En total el Ministerio Público acusó a seis personas, tres civiles y tres expolicías, mientras que el Tribunal 5° de Juicio del Área Metropolitana de Caracas los condenó por robo agravado, acto de desprecio contra culto y asociación para delinquir.

## Reacciones

### Nacionales
A pesar de celebrarse el Shabbat, al día siguiente varios miembros de la comunidad judía y creyentes de otras religiones se congregaron en las afueras de la sinagoga como gesto de solidaridad y de repudio a los hechos de vandalismo llevando banderas de Israel y de Venezuela, sin gritos ni consignas. Los embajadores de Francia, Hadelin de La Tour-du-Pin; de Canadá, Perry Calderwood; de Finlandia, Mikko Pyhälä; de Alemania, Georg Clemens Dick, de la República Checa, Stanislav Slavický, y el encargado de negocios de la embajada de Estados Unidos, John Caulfield, hicieron acto de presencia. El cardenal Jorge Urosa pidió rechazar la violencia religiosa y solicitó que no se importara al país el conflicto árabe-israelí. El primer vicepresidente de la Conferencia Episcopal Venezolana, monseñor Baltazar Porras, también declaró que «se pueden tener diferencias contra un país, contra una manera de ser, pero lo que no se puede admitir es que haya profanación y que hieran los sentimientos religiosos».
El presidente Hugo Chávez condenó los actos ocurridos en contra de la sinagoga, acusando a la oposición de ser responsable y de buscar «desestabilizar» su gobierno en vísperas del referendo por la reelección presidencial. el canciller Nicolás Maduro y el ministro de Comunicación e Información Jesse Chacón también repudiaron los hechos.

### Internacionales
- Estados Unidos: En Nueva York alrededor de 250 personas, entre judíos y venezolanos, protestaron frente al consulado de Venezuela por los ataques a la sinagoga. El evento fue apoyado por la Liga Antidifamación, el Consejo Judío para los Asuntos Públicos, el Comité Judío Estadounidense y el Centro Simón Wiesenthal. Congresistas estadounidenses calificaron ayer el ataque a la sinagoga como "resultado directo del peligroso clima" contra los judíos creado por el Gobierno de Venezuela, pidiéndole al presidente Hugo Chávez Frías proteger a los judíos del país caribeño tras el atentado. 16 congresistas republicanos y demócratas escribieron una carta exigiendo "el fin de la intimidación y el hostigamiento a la comunidad judía."[6][11]

- Israel: El Ministerio de Exteriores de Israel condenó con dureza la profanación de la principal sinagoga de Caracas y acusó a las autoridades venezolanas de instigar el ataque. El portavoz del ministerio, Yigal Palmor, declaró que consideraban "que este ataque es condenable e inaceptable", "que este tipo de violencia sólo puede ocurrir en Venezuela con el beneplácito de las autoridades al más alto nivel del Estado",  Palmor agregó que "Sabemos que el pueblo venezolano no es ni racista ni antisemita", El portavoz reconoció que en el último mes se detectó un aumento de actos antisemitas en Venezuela y otros países, pero advierte de que el acto contra la sinagoga "es particularmente alarmante". Asimismo, sostuvo que Israel no hará llegar ningún mensaje a Venezuela, declarando que "las relaciones han sido cortadas de forma abrupta por decisión del presidente Chávez, por lo que no queda ningún canal de diálogo oficial abierto".[8]

- Perú: Al menos medio centenar de miembros de la comunidad judía en Perú y ciudadanos peruanos de otras religiones protestaron ante la embajada de Venezuela en Lima por el ataque vistiendo de blanco y llevando pancartas, entregando posteriormente una carta de protesta por la profanación a la sinagoga en la embajada, exigiendo que se investigue el caso y se sancione a los responsables del ataque.[12]